# Wieloboje lekkoatletyczne
Wieloboje lekkoatletyczne składają się z kilku konkurencji lekkoatletycznych. Najlepsze wyniki uzyskane przez zawodników w poszczególnych konkurencjach przeliczane są na punkty według tabel wielobojowych i suma punktów decyduje o zajętym miejscu. Współcześnie wieloboje rozgrywane są: w konkurencjach dla kobiet (siedmiobój, w hali pięciobój) i dla mężczyzn (dziesięciobój, w hali siedmiobój).
Siedmiobój oraz dziesięciobój rozgrywany jest w ciągu dwóch dni, zaś wszystkie konkurencje w pięcioboju odbywają się jednego dnia.